# Pygmaeconus
Pygmaeconus ist der Name einer Gattung von Schnecken aus der Familie der Kegelschnecken, deren rund 6 bekannte Arten im Indopazifik leben. Es sind mit 3 bis 9 mm Gehäuselänge und unter 1 bis knapp 2 mm Länge der Giftzähne die kleinsten bekannten Vertreter der Kegelschnecken.

## Merkmale
Die Kegelschnecken der Gattung Pygmaeconus tragen ein sehr kleines, breitbauchig kegelförmiges, oft gedrungenes und gerundetes Schneckenhaus, das bei ausgewachsenen Schnecken 3 bis 9 mm Gehäuselänge erreicht. Das hohe, kegelförmige Gewinde nimmt fast ein Drittel der gesamten Gehäuselänge ein und hat einen geraden oder leicht konvexen Umriss. Die Nahtrampen sind flach oder konvex, der Protoconch weniggewindig. Die Umgänge des Teleoconchs sind konvex und ganz glatt oder mit 1 bis 2 Rillen. Die Schulter gerundet, der Umriss des Körperumgangs konvex. Knötchen fehlen meist, doch kann es einige wenige große, gerundete und hinfällige Knoten geben. Die Oberfläche des Körperumgangs ist mit einer wechselnden Anzahl winziger, erhabener, spiraliger Schnüre in regelmäßigen Abständen skulpturiert. Das Operculum ist klein. Das glatte, durchscheinende Periostracum ist gelblich.
Die mit einer Giftdrüse verbundenen Radulazähne sind im Verhältnis zur Schnecke groß und fast ein Fünftel so lang wie das Schneckenhaus. Ihr Vorderabschnitt ist viel kürzer als der Hinterabschnitt. An einem Zahn sitzen ein Widerhaken, 3 Spreiten und 1 kleines Zähnchen. Der Schaft hat eine stumpfe Falte, während ein Sporn an der Basis fehlt. Die Radulazähne ähneln denen der Kalifornischen Kegelschnecke, die im Gegensatz zu den meisten Kegelschnecken als Generalist Ringelwürmer, Schnecken, Muscheln, Fische und Garnelen frisst. Fressverhalten und Beutetiere der Pygmaeconus-Kegelschnecken sind unbekannt, doch wird auf Grund der Zahnform vermutet, dass sie ein ähnlich breites Beutespektrum, wenn auch in geringerer Körpergröße haben.

## Verbreitung und Lebensraum
Die Zwergkegelschnecken der Gattung Pygmaeconus sind im Indopazifik verbreitet und durch Fundorte vor Australien, Papua-Neuguinea, Indonesien, den Philippinen, Malaysia und Thailand bekannt. Sie leben in der Gezeitenzone und bis in Meerestiefen von etwa 40 m zwischen Seegras und Algen, während tote Gehäuse auch in Karallengeröll und Muschelschill zu finden sind.

## Arten
Zur Gattung Pygmaeconus werden folgende 6 Arten gezählt:
- Pygmaeconus micarius (Hedley, 1912)
- Pygmaeconus molaerivus (Dekkers, 2016)
- Pygmaeconus papalis (Weinkauff, 1875)
- Pygmaeconus traillii (A. Adams, 1855)
- Pygmaeconus visseri (Delsaerdt, 1990)
- Pygmaeconus wallacei (Lorenz & Morrison, 2004)